# Нейпълс (Юта)
Нейпълс (на английски: Naples, звуков файл и буквени символи ) е град в окръг Юинта, щата Юта, САЩ. Нейпълс е с население от 1300 жители (2000) и обща площ от 16,9 km². Намира се на 1594 m надморска височина. ЗИП кодът му е 84078, а телефонният му код е 435.